# Jack Chertok
Jack Chertok (* 13. Juli 1906 in Atlanta, Georgia, USA; † 14. Juni 1995 in Los Angeles, Kalifornien, USA) war ein US-amerikanischer Film- und Fernsehproduzent.

## Biografie
Mitte der 1930er Jahre nahm Jack Chertok seine Arbeit bei Metro-Goldwyn-Mayer auf und begann, Kurzfilme zu produzieren. Chertok war bei diesen Filmen nicht auf ein Genre festgelegt, er produzierte Komödien, Dokumentationen und Krimis. Er übernahm die Produktion für eine Vielzahl der Filme der Crime Does Not Pay-Serie. Nachdem die MGM die Comedy-Serie Die kleinen Strolche von Hal Roach übernommen hatte, war Chertok auch bei diesen Kurzfilmen tätig.
Seinen größten Erfolg feierte Jack Chertok schon mit seinem vierten Kurzfilm How to Sleep, für den er 1936 den Oscar für den besten Kurzfilm gewann. 
Ab 1941 wurde er auch als Produzent für abendfüllende Spielfilme tätig (u. a. Die Spur im Dunkel, Das Korn ist grün, Blutiger Schnee). Es blieb aber nur bei elf von ihm produzierten Spielfilmen, bevor er 1949 zum Medium Fernsehen wechselte. Bis zu seinem Rücktritt aus dem Filmgeschäft 1966 war er ausschließlich für das Fernsehen tätig und produzierte dort neben TV-Filmen Episoden für TV-Serien, so z. B. The Lone Ranger und Mein Onkel vom Mars.